# Avril 1795
Cette page présente les faits marquants du mois d'avril 1795.

## Événements
- 1er - 2 avril (12 - 13 germinal an III) : journées révolutionnaires[1] de protestations sans violence du peuple parisien contre la cherté des denrées. Les sections de l'Est de Paris envahissent la Convention aux cris de « Du pain et la Constitution de 1793 ». La majorité de la convention profite du départ des sans-culottes pour faire passer les décrets d'arrestation et de déportation contre l'ancien personnel terroriste et pour décréter l'état de siège à Paris. Pichegru est nommé au commandement des troupes de Paris sous le contrôle de deux députés, Philippe-Antoine Merlin de Douai et Barras.
- 3 avril (14 germinal an III), France : la Convention choisit les membres d'une commission chargée d'appliquer la Constitution de 1793. Le rapport conclut que la constitution est inapplicable et qu'il faut en rédiger une nouvelle.
- 4 - 5 avril (15 - 16 germinal an III) : traité de Bâle[2], paix avec la Prusse, qui reconnaît l'occupation par la France de la rive gauche du Rhin. Les deux pays s’engagent à observer une stricte neutralité.
- 7 avril (18 germinal an III) :
  - La Convention adopte par décret le système métrique en France, désigné par le sigle MKpS, pour mètre, kilogramme-poids, seconde. (Aboli en 1812).
  - Le système monétaire séculaire fondé sur la  livre (livre-sou-denier) est aboli par décret au profit du système monétaire décimal basé sur le franc(franc-centime).
- 9 avril (20 germinal an III) : arrestation de Jean-Baptiste Massieu, ancien député du clergé du bailliage de Senlis aux États généraux, évêque constitutionnel du département de l'Oise.
- 20 avril (1er floréal an III) : traité de la Mabilais et de la Prévalaye (20 avril) avec les chouans.
  - Avril : déportation des « quatre » (Collot d'Herbois, Billaud-Varenne, Barère, Vadier) en Guyane.
  - Avril-mai : première terreur blanche.

## Naissances
- 2 avril (13 germinal an III) : Ignace Brice, peintre belge († 10 août 1866).
- 12 avril : Filippo Agricola, peintre italien († 2 décembre 1857).
- 19 avril : Christian Gottfried Ehrenberg naturaliste allemand, zoologiste, spécialiste en anatomie comparée et en microscopie († 1876).
- 25 avril (6 floréal an III) : Alexandre Jacques François Bertrand (mort en 1831), médecin, naturaliste et physicien français.

## Décès
- 30 avril (11 floréal an III) : Jean-Jacques Barthélemy (né en 1716), ecclésiastique, archéologue, numismate et homme de lettres français.